# Ras Elased Australis
Ras Elased Australis (epsilon Leonis) is een heldere ster in het sterrenbeeld Leeuw (Leo).
De ster staat ook bekend als Al Ras al Asad al Janubi, Algenubi en Al Ashfar.